# Francisco José das Chagas
Francisco José das Chagas, apodado Chaguinhas, fue un cabo negro del Primer Batallón de Santos durante las primeras décadas del siglo XIX en el Brasil Colonial. Fue ejecutado en la horca en 1821 por participar de una revuelta que reclamaba por el pago de sueldos atrasados e igualdad de pago entre militares nacidos en Brasil y los nacidos en Portugal.
El 27 de julio de 1821, en el cuartel de la rúa Santa Catarina en Santos se inició la Revuelta Nativista en la que los amotinados, miembros del Primer Batallón de Cazadores, solicitaban el pago de 5 años de sueldos atrasados, el aumento del sueldo y la igualdad de pago entre criollos y portugueses. Chagas y José Joaquim Cotindiba, soldados del batallón, encabezaron la revuelta y junto con otros seis soldados atacaron una embarcación de bandera portuguesa. Luego de sofocada la revuelta, se apresó a los soldados y Chagas y Contidiba fueron enviados a São Paulo donde fueron sentenciados a la pena de muerte en la horca.
El cadalso se levantó en el Largo da Liberdade y el 20 de septiembre de 1821 se llevó a cabo la ejecución. Luego de Cotindiba, Chagas fue ejecutado y durante la misma, la cuerda se rompió y Chagas cayó al suelo. Este hecho motivó que la gente pidiera la libertad del condenado (versión que explica el origen del nombre "Liberdade" del barrio en que este hecho sucedió). El gobierno decidió continuar la ejecución y durante su reinicio, la cuerda se volvió a romper. Lejos del clamor popular, las autoridades decidieron continuar la ejecución y como Chaguinhas tardaba en morir se decidió matarlo a garrotazos.
Luego de su muerte, se irguió una cruz en el lugar de la ejecución y, en 1887, se construyó la Capilla de la Santa Cruz de las Almas de los Ahorcados. En la actualidad, Chaguinhas sigue siendo venerado en dicho templo. Asimismo, a pocas cuadras se encuentra la Capilla de los Afligidos, pequeña capilla donde él estuvo preso que también es un sitio de culto y peregrinación. Chagas es también uno de los primeros enterrados en el Cementerio de los Afligidos.